# Benny Benassi
Benny Benassi (născut Marco Benassi la 13 iulie 1967 la Reggio nell'Emilia) este un DJ și producător de muzică electronică în genurile house, electro house și techno italian.
Mai este cunoscut și ca Benny B. sau Benny Bee.
În 2008 a obținut Premiul Grammy pentru cel mai bun remixaj.
În 2003 a fost declarat „revelația anului” de către "Italian Dance Music Awards".

## Discografie
- Hypnotica (2003)
- Pumphonia (2004)
- ...Phobia (2005)
- Rock 'n' Rave (2008)
- Electroman (2011)